# Мелло, Анна Ваня
Анна Ваня Мелло (итал. Anna Vania Mello; р. 27 февраля 1979, Копертино, провинция Лечче, область Апулия, Италия) — итальянская волейболистка. Центральная блокирующая. Чемпионка мира 2002.

## Биография
Волейболом Анна Ваня Мелло начала заниматься в 8-летнем возрасте, а уже через 5 лет дебютировала в молодёжной команде «Кармьяно» в серии D чемпионата Италии. Со следующего сезона играла в команде из города Трани, с которой вышла из серии А2 в серию А1 — главный дивизион итальянского волейбольного первенства. С 1995 по 2000 выступала за ряд ведущих команд страны, но своих первых серьёзных успехов на клубном уровне добилась, перейдя в «Фоппапедретти» из Бергамо, в составе которого стала чемпионкой Италии, дважды играла в финале Кубка страны, а также по разу в финалах Лиги чемпионов ЕКВ и Кубка Европейской конфедерации волейбола. В 2002 перешла в испанский «Тенерифе Маричаль» — одну из сильнейших команд Европы. В её составе выиграла Кубок королевы и Суперкубок Испании, а также «серебро» чемпионата страны. После «испанского вояжа» вернулась на родину и на протяжении сезона играла за «Асистел» из Новары, с которым победила в розыгрышах Суперкубка и Кубка Италии.
После Олимпийских игр 2004 25-летняя волейболистка сборной Италии неожиданно объявила об уходе из волейбола. В сентябре того же года Мелло вышла замуж, а в 2005 родила дочь Софию. В 2007 Мелло возобновила игровую карьеру в том же «Асистеле» и выиграла с ним «бронзу» Лиги чемпионов. Сезон 2008—2009 провела в серии А2 в команде из города Вилла-Кортезе, после чего вновь решила завершить выступления, хотя в начале 2015 года несколько месяцев отыграла за «Верчелли» в серии В1.
С 2016 работает тренером юниорских команд в волейбольном клубе «Сан-Джакомо» из Новары.
В 1995—1997 Анна Ваня Мелло выступала за юниорскую и молодёжную сборные Италии, с которыми побеждала на чемпионатах Европы и становилась призёром мировых первенств. В 1997 впервые была включена в национальную сборную страны и в её составе в июле выиграла «золото» Средиземноморских игр. За период с 1997 по 2004 годы Мелло в составе «скуадры адзурры» выступала на двух Олимпиадах (2000 и 2004), двух чемпионатах мира (1998 и 2002), двух чемпионатах Европы (1997, 2001). Вместе со своей сборной она выигрывала золотые награды чемпионата мира (в 2002) и «серебро» чемпионата Европы (в 2001).

### Клубная карьера
- 1992—1993 —  «Кармьяно»;
- 1993—1995 —  «Акуила Адзурра» (Трани);
- 1995—1996 —  «Альтамура»;
- 1996—1998 —  «Пармалат» (Матера);
- 1998—1999 —  «Клуб Италия» (Рим);
- 1999—2000 —  «Латте Лукано» (Матера);
- 2000—2002 —  «Фоппапедретти» (Бергамо);
- 2002—2003 —  «Тенерифе Маричаль» (Сан-Кристобаль-де-ла-Лагуна);
- 2003—2004, 2007—2008 —  «Асистел Воллей» (Новара);
- 2008—2009 —  «Карнаги» (Вилла-Кортезе);
- 2015 —  «Верчелли».

## Достижения

### Со сборными Италии
- чемпионка мира 2002.
- серебряный призёр чемпионата Европы 2001.
- двукратная чемпионка Средиземноморских игр — 1997, 2001.
- серебряный призёр чемпионата мира среди молодёжных команд 1997.
- чемпионка Европы среди молодёжных команд 1996.
- бронзовый призёр чемпионата мира среди девушек 1995.
- чемпионка Европы среди девушек 1995.

### С клубами
- чемпионка Италии 2002;
  - двукратный серебряный призёр чемпионатов Италии — 2001, 2004.
- победитель розыгрыша Кубка Италии 2004;
  - двукратный серебряный призёр Кубка Италии — 2001, 2002.
- победитель розыгрыша Суперкубка Италии 2003.
- серебряный призёр чемпионата Испалии 2003.
- победитель розыгрыша Кубка королевы Испании 2003.
- победитель розыгрыша Суперкубка Испании 2002.
- серебряный (2002) и бронзовый (2008) призёр Лиги чемпионов ЕКВ.
- серебряный призёр розыгрыша Кубка Европейской конфедерации волейбола (ЕКВ) 2001.

## Награды
- Кавалер ордена «За заслуги перед Итальянской Республикой» (8 ноября 2002)[3].
- Золотая цепь «За спортивные заслуги» (11 ноября 2004).